# Basye (Virginie)
Basye est une census-designated place située dans le comté de Shenandoah, dans l’État de Virginie, aux États-Unis. Lors du recensement de 2020, elle comptait 1 374 habitants.